# Shearer Stack
Der Shearer Stack ist ein Brandungspfeiler im Archipel der Südlichen Shetlandinseln. Er ragt 2,5 km südwestlich des False Round Point vor der Nordküste von King George Island auf.
Das UK Antarctic Place-Names Committee benannte ihn 1960 nach dem US-amerikanischen Robbenfänger Charles Shearer unter Kapitän Walter Chesebro aus Stonnington, der zwischen 1874 und 1875 in den Gewässern um die Südlichen Shetlandinseln operierte und bei einer weiteren Fahrt dorthin unter dem Kommando von James Appleton (oder Appleman) im Jahr 1877 spurlos verschwand.